# Ljubelj Kalnički
Ljubelj Kalnički je naselje u Republici Hrvatskoj, u sastavu općine Ljubešćica u Varaždinskoj županiji. Ono je položajem smješteno u središnjim prijedjelima Kalnika, južno od Varaždinskih Toplica. Naselje se sastoji od više zaseoka smještenih u kotlini između vrhova Ljubelj, Peca i Kozji hrbet. U zaseoku Horvati na brdu uz makadamsku cestu je kapelica 
Svete Barbare.

## Stanovništvo
Prema popisu stanovništva iz 2001. godine, naselje je imalo 150 stanovnika te 53 obiteljskih kućanstava.
| broj stanovnika |       |       |       |       |       | 86    | 135   | 142   | 232   | 230   | 281   | 237   | 199   | 188   | 150   | 144   | 114   |
|                 | 1857. | 1869. | 1880. | 1890. | 1900. | 1910. | 1921. | 1931. | 1948. | 1953. | 1961. | 1971. | 1981. | 1991. | 2001. | 2011. | 2021. |